# Glicina N-benzoiltransferasi
La glicina N-benzoiltransferasi è un enzima appartenente alla classe delle transferasi, che catalizza la seguente reazione:
benzoil-CoA + glicina ⇄ CoA + N-benzoilglicina
L'enzima non è identico né alla glicina N-aciltransferasi (numero EC 2.3.1.13) né alla glutammina N-aciltransferasi (numero EC 2.3.1.68).